# Nicholas Opoku
Pour les articles homonymes, voir Opoku.
Nicholas Opoku (né le 11 août 1997 à Kumasi au Ghana) est un footballeur international ghanéen, qui évolue au poste de défenseur et de milieu de terrain au Kasımpaşa SK. 

## Biographie

### En club

#### Udinese Calcio
Nicholas Opoku s'engage en faveur de l'Udinese le 13 juillet 2018, y paraphant un contrat de quatre ans. Il y retrouve son compatriote Emmanuel Agyemang-Badu. Lors de sa première saison en Italie, il participe à 12 rencontres de Serie A, titularisé à 9 reprises. La saison suivante, son statut n'évolue pas, ne prenant part qu'à sept rencontres sur la phase aller.

#### Amiens SC
Nicholas Opoku fait son arrivée en France le 28 janvier 2021, l'Amiens SC annonçant son arrivée en prêt jusqu'au terme de la saison. Dès son arrivée, il est installé titulaire par Luka Elsner mais son aventure en Picardie est perturbée par la pandémie de Covid-19, le championnat étant suspendu après la 28e journée.
Malgré la relégation du club en Ligue 2, Opoku est de nouveau prêté à Amiens pour l'exercice 2020-2021. À la suite de son prêt concluant, son option d'achat est levée lors du mercato estival 2021.
Gêné au genou en avril, il ne participe pas aux sept dernières rencontres du championnat alors qu'il en avait commencé 27 jusque-là. Alors qu'il avait rejoint sa sélection nationale entre-temps, il lui est décelé une blessure aux ligaments du genou lors d'un stage de pré-saison avec son club, celle-ci occasionnant plusieurs mois d'indisponibilité. Il reprend la compétition le 15 mars 2022 face à Toulouse (29e journée, défaite 6-0). Lors de la fin de saison, il est titularisé à quatre reprises sur les six dernières journées de championnat.
John Williams, directeur sportif du club, compte sur le défenseur pour être un des piliers de la nouvelle configuration de l'effectif pour la saison 2022-2023.

### En équipe nationale
Il joue son premier match en équipe du Ghana le 1er juillet 2017, en amical contre les États-Unis (défaite 2-1). Le 31 décembre 2023, il est retenu dans la liste des vingt-sept joueurs ghanéens sélectionnés par Chris Hughton pour disputer la Coupe d'Afrique des nations 2023.

## Palmarès

### En club
- Coupe de Tunisie (1) : 2018